# Animal (Conor Maynard)
Animal is de vierde single van de Britse zanger Conor Maynard en maakt deel uit van het album Contrast. Op de single is de Britse rapper Wiley te horren, terwijl op de versie die op het album staat de rapper ontbreekt. Maynard bracht de videoclip op 11 december 2012 uit, die inmiddels drie miljoen keer bekeken is.

## Tracklist

### Album
1. Animal — 3:16

### Promo - download
1. Animal (feat. Wiley) —	  	3:25
2. Animal (The Wideboys Remix)	—  	3:48
3. Animal —	  	3:16
4. Diamonds (Live)	—  	3:21
5. Don't you worry child (Akoestisch)	—  	3:05